# NGC 4577
NGC 4577 est une galaxie spirale située dans la constellation de la Vierge. Sa vitesse par rapport au fond diffus cosmologique est de 2 767 ± 24 km/s, ce qui correspond à une distance de Hubble de 40,8 ± 2,9 Mpc (∼133 millions d'al). Cette galaxie a été découverte par l'astronome germano-britannique William Herschel en 1784. Cette galaxie a aussi été observée par Herschel deux ans plus tard, le 2 février 1786, et il ne s'est pas rendu compte qu'il l'avait déjà observée. Cette observation a été inscrite au catalogue NGC sous la désignation NGC 4591.
NGC 4577 présente une large raie HI et elle renferme des régions d'hydrogène ionisé.
À ce jour, sept mesures non basées sur le décalage vers le rouge (redshift) donnent une distance de 49,529 ± 4,555 Mpc (∼162 millions d'al), ce qui est à l'intérieur des valeurs de la distance de Hubble. Notons cependant que c'est avec la valeur moyenne des mesures indépendantes, lorsqu'elles existent, que la base de données NASA/IPAC calcule le diamètre d'une galaxie et qu'en conséquence le diamètre de NGC 4577 pourrait être d'environ 21,4 kpc (∼69 800 al) si on utilisait la distance de Hubble pour le calculer.
La désignation VCC 1780 indique que NGC 4538 fait partie de l'amas de la Vierge. Mais, à une distance de 110 millions a.l., l'appartenance de cette galaxie à l'amas est incertaine, car les galaxies les plus lointaines de cet amas sont celles du groupe de NGC 4235, qui sont à une distance moyenne de 110 millions d'années-lumière.